# Cucina monegasca
La cucina monegasca è l'espressione dell'arte culinaria sviluppata nel Principato di Monaco. Tale cucina ha subito notevoli influenze dalla cucina italiana (in particolar modo la cucina ligure), provenzale, francese e degli altri paesi del bacino del mediterraneo. È una cucina con ampio uso di pesce, data la vicinanza al mare.

## Piatti
Il piatto nazionale è lo Stocafi, un piatto di merluzzo e pomodori rossi. Un altro piatto è la barbajuan, un saccottino fritto ripieno di zucca e formaggio, o altri ingredienti. Un altro alimento sono i biscotti di farina di mais chiamati Socca.